# USS Clemson (DD-186)
«Клемсон» (англ. USS Clemson (DD-186) — військовий корабель, ескадрений міноносець, головний у своєму типі військово-морських сил США за часів Другої світової війни.
Есмінець «Клемсон» закладений 11 травня 1918 року на верфі Newport News Shipbuilding & Dry Dock Company у Ньюпорт-Ньюсі, де 5 вересня 1918 року корабель був спущений на воду. 29 грудня 1919 року він увійшов до складу ВМС США.
«Клемсон» був головним у серії ескадрених міноносців зі 156 кораблів, які були побудовані в США наприкінці Першої світової війни та післявоєнний час. Цей тип есмінців являв собою трохи вдосконалений корабель типу «Вікс», зі збільшеним запасом палива і дальністю ходу. Есмінець був названий на честь мічмана Генрі А. Клемсона (1820—1846), який зник безвісти після аварії корабля бригу «Сомерс» 8 грудня 1846 р., недалеко від м. Веракрус.

## Історія служби
Після введення до строю у 1919 році до 13 червня 1920 року патрулював Східне узбережжя та Карибське море. 30 червня 1922 року виведений до резерву.
1939 році знятий зі зберігання та переобладнаний на малий гідроавіаносець, присвоєний новий номер AVP-17. 12 липня 1940 року був повернутий в експлуатацію. 6 серпня бортовий номер корабля було змінено на AVD-4. 18 серпня 1940 року підпорядкований командувачу авіаційних пошукових загонів Атлантичного флоту в Норфолку, штат Вірджинія. З 29 серпня 1940 по 28 листопада 1941 року «Клемсон» був плавучою базою патрульних літаків на Карибських та Галапагоських островах. Потім був відправлений на південь. 6 грудня прибув до Ресіфі, Бразилія, і залишався поблизу бразильського узбережжя до 22 січня 1942 року, після чого повернувся на Галапагоські острови. Протягом наступного року курсував між Галапагоськими та Карибськими островами. 2 березня 1943 року «Клемсон» повернувся в Норфолк і потім був відправлений в Чарльстон для зворотного переобладнання на есмінець (1 грудня 1943 року корабель був знову перекласифікований у DD-186).
13 грудня 1943 року «Клемсон», діючи у Центральній Атлантиці західніше Канарських островів у складі ескортної групи ескортного авіаносця ВМС США «Боуг», у взаємодії з палубними літаками «Евенджер» і «Вайлдкет» та есмінцями «Джордж Баджер», «Осмонд Інгрем» та «Дюпон» глибинними бомбами та торпедами потопив німецький підводний човен U-172.
1 травня 1944 року відбув з Чарльстона, досяг Перл-Гарбор 24 травня, де був включений до складу 6-ї підводної підривної команди (Underwater Demolition Team 6) як плавбаза гідролітаків. У складі UDT 6 забезпечував підготовку плацдармів безпосередньо перед вторгненням на Сайпан, Гуам, Пелеліу, Лейте та Лусон. 5 січня 1945 року при вході в затоку Лінґайєн «Клемсон» відбив атаку японських літаків. Супроводжував конвої на Уліті, Сайпан, та на Окінаву. 6 липня 1945 року повернувся в Сан-Педро, штат Каліфорнія, для переобладнання назад в есмінець. 17 липня 1945 року корабель був знову перекласифікований на есмінець DD-186 і все ще знаходився на верфі, коли закінчилася Друга світова війна. 12 жовтня 1945 року «Клемсон» був виведений з експлуатації і 21 листопада 1946 року проданий на злам.